# Porto di Bocca d'Arno
Il porto di Bocca d'Arno è un porto turistico situato presso la località balneare di Marina di Pisa, nella zona di Bocca d'Arno. È stato inaugurato il 30 giugno 2013.

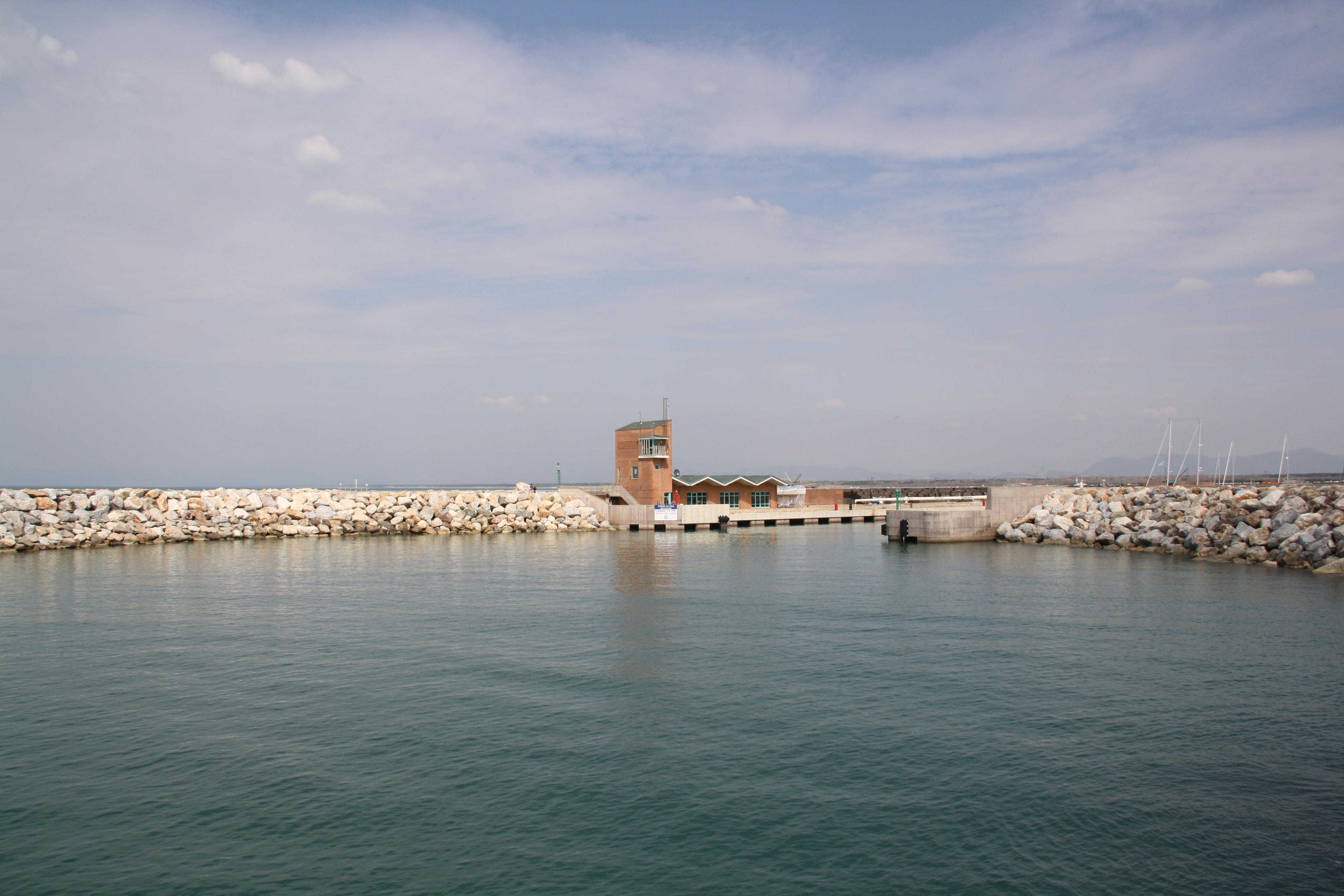
Entrata del porto

Ha un ingresso orientato a sud-ovest e si collega con la grande area nautica esistente sulla riva sinistra dell'Arno dove esistono decine di piccoli rimessaggi che già offrono circa duemila posti barca. Situato nel più grande parco naturale della regione Toscana (quello di Migliarino, San Rossore e Massaciuccoli) e a pochi minuti d'auto dall'aeroporto internazionale “Galileo Galilei”.
Fin dagli inizi l'idea di impiantare un porto turistico in foce d'Arno ha ricevuto critiche ed è stata oggetto di controversie, a partire da considerazioni di natura ambientale e storica (scarsa profondità dei fondali soggetti ad insabbiamento, vincoli di natura paesaggistica del territorio, abbattimento di edifici risalenti ai primi del Novecento, quantità, dimensioni e stile delle nuove costruzioni ecc.) sia da Legambiente che da altri soggetti.

## Caratteristiche
Il porto turistico, situato fra il mar Ligure e l'alto Tirreno, è situato alla sinistra della foce del fiume Arno, caratterizzato da un fondale compreso tra 3,50 metri e 5 metri di profondità.
Il progetto del porto è della Soc. Modimar di Roma a firma dell'ing Sammarco e dello studio 3c+t Capolei Cavalli Architetti. La parte immobiliare, non ancora realizzata, è invece dello studio Isolarchitetti di Torino e 3c+t CapoleiCavalli di Roma. Nel complesso il progetto ha previsto la realizzazione di un bacino per circa 50 posti barca, strutture ricettive, un consistente sviluppo di nuova edilizia residenziale con aree a verde e la viabilità relativa.
Il progetto ha avuto una lunga gestazione proprio per le caratteristiche di eco-compatibilità ha dovuto presentare, stante la sua posizione in un contesto ambientale di grande pregio.
Le opere sono state realizzate senza modificare la linea di costa e con il risultato di ottenere un'ampia strada pedonale panoramica che delimiterà il bacino di ormeggio vero e proprio con i posti barca, suddivisi secondo un mix che risponde alle ultime tendenze del mercato.
L'investimento complessivo è stato di circa 200 milioni di Euro, di cui circa 32 milioni impiegati per la realizzazione delle opere portuali vere e proprie: diga costiera e banchine.

## Sviluppi della realizzazione
Nell'ottobre 2007 sono stati demoliti i vecchi capannoni industriali della Costruzioni Meccaniche Aeronautiche situati nei pressi del futuro approdo.
Nel corso del 2008 sono stati abbattuti molti edifici degradati, sia pure di indubbio interesse architettonico in quanto risalenti alla fondazione di Marina e alle sue tipologie edilizie originali. Sono stati invece destinati al restauro conservativo, a cura della Boccadarno Porto di Pisa, villa Romboli e casa Ceccherini, mentre è già completato il ripristino della Dogana Vecchia luogo di soggiorno estivo di Gabriele D'Annunzio e Eleonora Duse.
Nel gennaio 2010 è iniziata la commercializzazione dei posti barca con consegna prevista entro la primavera 2012.
Il 26 aprile 2010 il ministro delle infrastrutture e dei trasporti Altero Matteoli, ha presenziato alla cerimonia della posa ufficiale della prima pietra del porto, frutto di un'iniziativa di capitali locali (riuniti nella “Boccadarno Porto di Pisa spa", di cui è presidente e amministratore delegato Stefano Bottai). I lavori sono affidati alla CMC (Cooperativa Muratori e Cementisti) di Ravenna, storica azienda italiana con esperienza nel settore delle opere portuali. La progettazione architettonica è stata affidata ad un gruppo di professionisti costituito dallo studio Isola Architetti e dallo studio Capolei Cavalli Associati per le opere a terra e dalla Modimar srl per le opere portuali.
Per la realizzazione del progetto sono stati utilizzati esclusivamente materiali di alta qualità: le coperture sono alternativamente in laterizio o rame preossidato o lamiera preverniciata; i materiali di facciata in laterizio, intonaco dipinto con colori chiari, in materiale lapideo o pietra artificiale. I percorsi pedonali e i parcheggi a raso sono pavimentati con materiali permeabili, in prato armato o in masselli autobloccanti. Particolare rilievo è stato dato alla progettazione degli spazi pubblici e privati con la realizzazione di uno specifico studio del verde. Conclusi i lavori di bonifica dell'area, occupati dai vecchi stabilimenti aeronautici della CMASA del gruppo Fiat (dove negli anni Venti furono costruiti i primi idrovolanti fra cui quelli che volarono al Polo Nord con Roald Amundsen), ha preso il via la realizzazione delle opere di difesa a mare sulla riva sinistra della foce del fiume toscano.
Il 16 febbraio 2013 sono state spente le pompe che mantenevano asciutto il bacino ed è stata fatta entrare l'acqua. Nel mese di aprile 2013 il riempimento del porto è stato completato.
L'inaugurazione del porto è avvenuta il 30 giugno 2013.